# Dendraster mexicanus
Dendraster mexicanus is een zee-egel uit de familie Dendrasteridae.
De wetenschappelijke naam van de soort werd in 1948 gepubliceerd door Hubert Lyman Clark.